# エイドリアン・シェリー
エイドリアン・シェリー（Adrienne Shelly、本名：エイドリアン・レヴァイン（Adrienne Levine）、1966年6月24日 - 2006年11月1日）は、アメリカ合衆国の女優、映画監督、脚本家。

## 生涯
ロシア系ユダヤ人の両親の間に、ニューヨーク市クイーンズ区にて生まれた。芸名の「シェリー」は父親の名前からとられたものである。
2人の兄弟とともにロング・アイランドで育ち、幼い頃から舞台などに出演。ボストン大学に進学し、コミュニケーション学科で映画制作を専攻したが、3年で中退してマンハッタンに移住した。
1989年に映画デビューし、ハル・ハートリー監督作品などインディペンデント映画中心に出演した。マンハッタンのワン・オン・ワン・スタジオでの演技指導や、ネイキッド・エンジェルス、ウェストベス・シアター・アリスズ・フォース・フロアーなどの劇団に戯曲を提供したほか、ニューヨーク大学で演技・脚本などの講義の教授を務めた。
私生活では2002年にマーケティング会社会長兼CEOのアンディ・オストロイと結婚し、2004年に長女を出産した。
1994年からは短編映画の制作も始め、2006年には初の長編作品『ウェイトレス 〜おいしい人生のつくりかた』を監督した。
2006年11月1日、事務所として使っていたマンハッタンのアパートで首を吊った状態で死亡しているのが発見された。当初、警察は自殺と判断したが、オストロイの要求により捜査した結果、当日アパート内で行われていた工事の作業員が盗みに入り、シェリーに発見されたために殺害し、自殺に見せかけていたことが判明した。オストロイは、この作業員を雇っていなければシェリーは殺されなかったとして工事を行っていた会社を提訴したが、この訴えは退けられた。オストロイはまた、シェリーの生涯を綴ったドキュメンタリー『Adrienne』を自ら監督し、2021年にHBOで放送された。
シェリーの死後、オストロイは女性映画製作者に映画学校奨学金と補助金を給付する非営利団体「エイドリアン・シェリー財団」 (Adrienne Shelly Foundation) を設立した。アメリカの女性映画評論家の集団であるウィメン・フィルム・クリティックス・サークル (Women Film Critics Circle) は、「女性への暴力に対して最も情熱的に反抗している」映画作品に対し「エイドリアン・シェリー賞」を毎年授与している。

## 主な出演作品
- ニューヨーク・ラブストーリー（1989年）
- トラスト・ミー（1990年）
- スリープ・ウィズ・ミー（1994年）
- グラインド（英語版）（1996年）
- デブラ・ウィンガーを探して（2002年）
- 酔いどれ詩人になるまえに（2005年）
- ウェイトレス 〜おいしい人生のつくりかた（2007年）兼監督・脚本